# Aisonville-et-Bernoville
Aisonville-et-Bernoville är en kommun i departementet Aisne i regionen Hauts-de-France i norra Frankrike. Kommunen ligger  i kantonen Guise som ligger i arrondissementet Vervins. År 2022 hade Aisonville-et-Bernoville 257 invånare.

## Befolkningsutveckling
Antalet invånare i kommunen Aisonville-et-Bernoville
Referens: INSEE